# Trachylepis lavarambo
Trachylepis lavarambo este o specie de șopârle din genul Trachylepis, familia Scincidae, descrisă de Ronald Archie Nussbaum și Raxworthy 1998. A fost clasificată de IUCN ca specie vulnerabilă. Conform Catalogue of Life specia Trachylepis lavarambo nu are subspecii cunoscute.

## Galerie

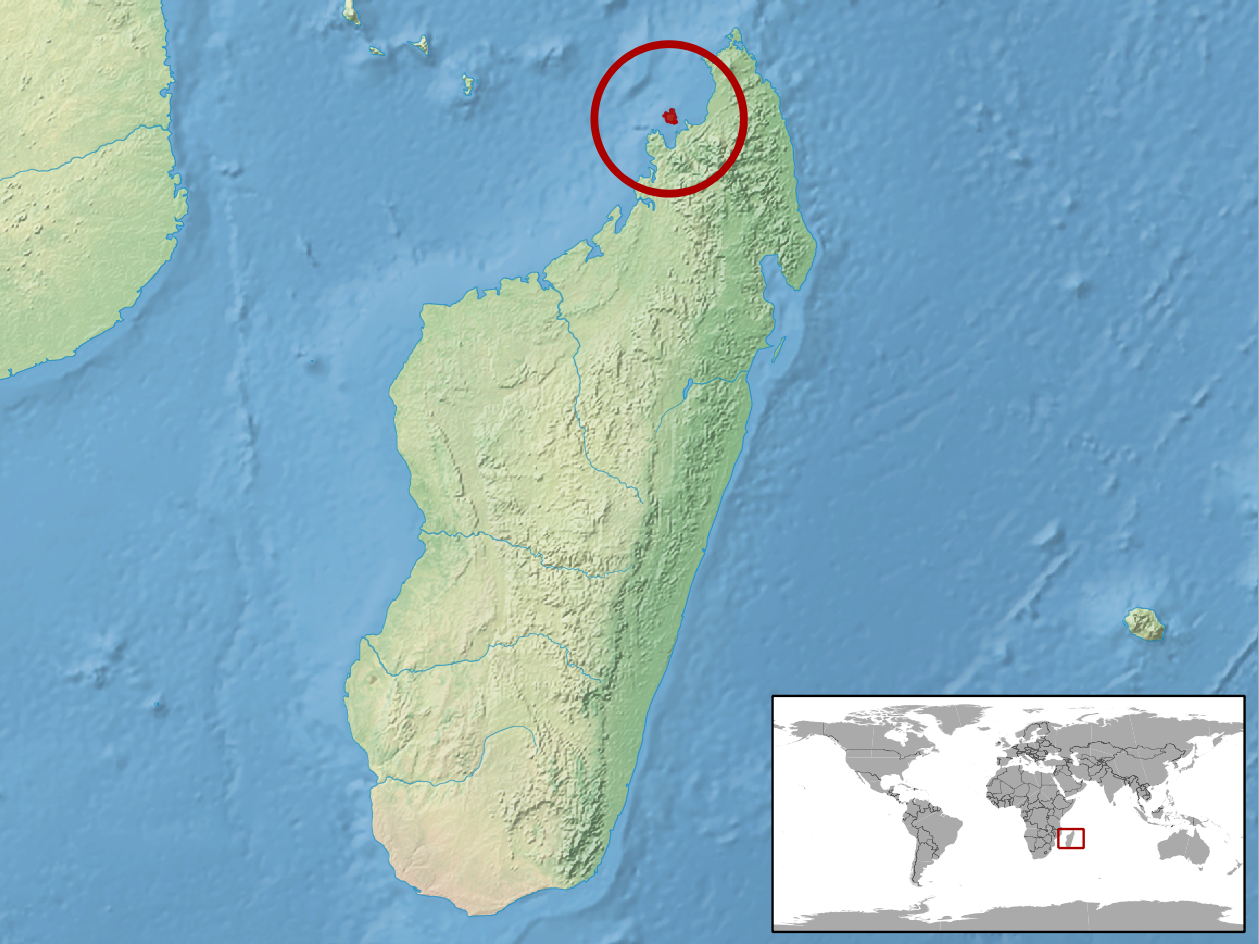